# TERMINATED
「TERMINATED」（ターミネイテッド）は、茅原実里の楽曲。彼女の13枚目のシングルとして2011年10月19日にGloryHeavenから発売された。

## 概要
前作「Planet patrol」から約3ヶ月ぶりのリリースであり、2011年4作目のシングル。なお、茅原のシングル作品が1年に4作以上発表されるのは初。また、初回生産限定盤には2011年11月20日に日本青年館 大ホールで開催された自身初のアコースティックライブ『Minori Chihara Acoustic Live 2011』の無料招待応募ハガキ、同年12月31日に神奈川県民ホール 大ホールで開催予定の『Minori Chihara Live 2011 Final』、『Minori Chihara Countdown Live 2011-2012』の先行予約案内が封入された。
本作の発表は2011年8月5日、8月6日、8月7日に河口湖ステラシアターで開催されたコンサート『Minori Chihara Live 2011 "SUMMER CAMP 3"』で発表された。また、楽曲の初解禁は2011年8月12日から8月14日まで東京国際展示場で開催された『コミックマーケット80』の「電撃家ブース」にて行われた。なお、同映像は8月12日にテレビアニメ公式サイト、ニコニコ動画、YouTubeのLantisの公式ちゃんねる『Lantisちゃんねる』にて配信された。また、2011年8月5日にはYouTubeの『Lantisちゃんねる』にて茅原のインタビュー動画が配信された。
表題曲「TERMINATED」は、テレビアニメ『境界線上のホライゾン』のオープニングテーマに起用された。茅原の楽曲がテレビアニメの主題歌に起用されるのは5枚目のシングル「Paradise Lost」以来約3年ぶり。作詞は畑亜貴、作曲、編曲は菊田大介が手掛けている。なお、同メンバーが表題曲の製作を手掛けるのは6枚目のシングル「Tomorrow's chance」以来。
カップリング曲の「巡り逢い 〜かけがえのないもの〜」、「HYPER NEW WORLD」は、茅原がパーソナリティを務めるインターネットラジオ番組、「茅原実里のradio minorythm」のエンディングテーマ、オープニングテーマに使用されている。茅原のシングルのカップリング曲が同ラジオの主題歌に起用されるのは11枚目のシングル「KEY FOR LIFE」のカップリング曲「ひとりにひとつの永遠」以来2作ぶり。
表題曲にはPVが製作されており、製作チームのPV撮影当日の目標は「曇り空」であったが、晴天になってしまい撮影に苦労した事を明かしている。2011年9月15日にはYouTubeのLantis公式ちゃんねる『Lantisちゃんねる』からPVのショートバージョンが配信された。また、2011年9月17日に品川区立総合区民会館 きゅりあん小ホールで開催された『「境界線上のホライゾン」プレミア披露完成披露イベント』でフルサイズが初公開された。10枚目のシングル「Defection」以来に拘束されるシーンがあり、茅原はそこがPVの見所であり一番テンションが上がったシーンであったと語っている。また、自然の中での撮影だった為、茅原は1枚目のオリジナルアルバム『Contact』のリード曲「詩人の旅」のPVを思わせ、原点回帰の映像になったと語っている。
ディスクジャケットの撮影は千葉県の房総半島にある野島埼灯台で撮影された。衣装は作品のイメージに合わせた女性らしく、格好いい女戦士の衣装を着用し、撮影中は「強さ、儚さを身に纏った女戦士」という意識を持ちながら撮影に臨み、『境界線上のホライゾン』に繋がるもうひとつの世界観が表現できたと感じたと語っている。
公の場での初歌唱披露は2011年8月27日に開催された『Animelo Summer Live 2011 -rainbow-』であり、歌唱中の演出でバックスクリーンに『境界線上のホライゾン』のキャラクターが動いている映像が流れたので、「作品を背負って唄う」という気持ちを感じながら唄ったと語っている。

## チャート成績
2011年10月31日付のオリコン週間シングルチャートで9位を獲得。初動売上は1.4万枚を記録し、前作「Planet patrol」から約0.7万枚増加した。また、茅原の作品がオリコン週間チャートでTOP10にランクインするのは9枚目のシングル「Freedom Dreamer」以来4作ぶりである。なお、茅原のシングル作品がTOP10入りを果たすこと、初動売上が1.0万枚を超すことは通算4作目。
2011年10月31日付のBillboard JAPAN HOT 100で26位、Billboard JAPAN Hot Singles Salesで9位、Billboard Hot Animationで5位を獲得した。なお、茅原の作品がBillboard JAPAN HOT 100にランクインするのは前々作「KEY FOR LIFE」以来2作ぶり。Billboard Hot AnimationへのTOP5入りは前作「Planet patrol」から2作連続。
2011年10月21日放送分のミュージックステーション内のMステ パワーランキングでは9位を獲得。なお、茅原の作品が同ランキングにランクインするのは初。また、2011年10月29日付のFRIDAY SUPER COUNTDOWN 50では24位、2011年10月17日から10月23日調査分のサウンドスキャンの週間シングルCDソフトTOP20では11位、2011年10月29日放送分のCOUNT DOWN TV内のThis Week's TOP 100では11位を獲得した。
ドワンゴが運営しているウェブサイトの2011年度年間ランキングでは、「超!アニメロ 着うたフル」で26位、「アニメロ★うた 着うた」で41位、「アニメロミックス 着うた」で75位を獲得した。

## 批評
CDジャーナルは、「起用された『境界線上のホライゾン』のドラマティックな世界観を基盤とした疾走感溢れるスケールの大きいデジタルロックチューンであり、サビ部分の転調が詞の通り『新世界』が開かれる様なイメージであり絶品である。」と評した。
オトナアニメ年鑑2012では、「久しぶりにアニメ主題歌となる本楽曲は、ドラマチックな楽曲を、高い表現力で歌いこなしている。」と評している。

## 収録曲
1. TERMINATED [4:20]
作詞：畑亜貴、作曲・編曲：菊田大介
  - テレビアニメ『境界線上のホライゾン』オープニングテーマ

楽曲の印象は「スピード感が感じられるメチャクチャ格好いい曲」で、起用された『境界線上のホライゾン』の世界観にもシンクロした部分もある「茅原実里ワールド全開の曲」になっており[15][26]、茅原も「映画を見ている様な壮大な仕上がりになった。」と語っている[27][28]。
作曲・編曲を手掛けた菊田は、茅原の「初期作品の曲の作り方」を意識したので、茅原はサビの部分を聴いて懐かしい気持ちを感じたという[28]。
楽曲が難しくレコーディングでは何回も撮り直しをしたという[27][26]。苦労した部分として「サビの部分やラストに向けてエネルギーを込める事を意識していたが、Aメロから歌声を飛ばしてしまったので、最後の方の盛り上がりの表現が難しくなった。」と語っている[28]。また、自身のサポートバンド『CMB』のバンドメンバーである大先生室屋と加藤大祐がストリングス、ギターのミュージシャンとしてレコーディングに参加している[15]。
2. 巡り逢い 〜かけがえのないもの〜 [5:17]
作詞：茅原実里、作曲：俊龍、編曲：須藤賢一
  - インターネットラジオ『茅原実里のradio minorhythm』エンディングテーマ

9枚目のシングル「Freedom Dreamer」から4作ぶりの自身が作詞を手掛けている曲で、今までで一番詞を書くのに時間がかかり、レコーディングスタジオに入る直前まで作詞を行っていたと語っている[1][29]。
編曲は茅原のサポートバンド『CMB』のキーボード、バンドマスターを担当している須藤賢一が手掛けた。須藤が茅原の楽曲に携わるのは2009年8月2日に河口湖ステラシアターで開催された『Minori Chihara Live 2009 "SUMMER CAMP"』の会場限定で発売されたシングル「一等星」以来。
曲調はバラードで、人生での巡り遭いを描いている[20]。当初は「2011年を振り返る」がテーマであったが、製作を進めていくうちに家族や友達、仕事仲間、ファンへの気持ちを込めたと語っている[29]。
レコーディングミュージシャンとして自身のサポートバンド『CMB』の現在のバンドメンバーである須藤賢一、加藤大祐、山本直哉、岩田ガンタ康彦、大先生室屋がそれぞれピアノ、ギター、ベース、ドラム、ストリングスのミュージシャンとしてレコーディングに参加している。『CMB』のメンバーが全員レコーディングに参加するのは9枚目のシングル「Freedom Dreamer」以来4作ぶり。
3. HYPER NEW WORLD [5:29]
作詞：こだまさおり、作曲・編曲：菊田大介
  - インターネットラジオ『茅原実里のradio minorhythm』オープニングテーマ

曲頭から弾丸の様にスタートするユーロビートでノリの良い曲で、「新しい幕開け」をテーマにした始まりを描いたイケイケな雰囲気の曲で、茅原は唄入れを行っている時に最初に楽曲を聴いた時よりも好きになり、コンサートで盛り上がれる曲だと感じたと語っている[20][2][29]。
コールアンドレスポンスが多く盛り込まれており、コンサートで盛り上がれる曲になっている。レコーディングではパートがたくさんあり苦労したという[29]。
ギターのレコーディングには6枚目のシングル「Tomorrow's chance」以来7作ぶりに『CMB』のメンバーの鍋嶋圭一が参加している。なお、鍋嶋が茅原の楽曲に携わるのは約2年ぶりとなった。

## 収録作品

### CD
| 楽曲            | 発売日         | タイトル                                | 備考                                 |
| --------------- | -------------- | --------------------------------------- | ------------------------------------ |
| TERMINATED      | 2012年2月29日  | D-Formation                             | 4枚目のオリジナルアルバム。          |
| TERMINATED      | 2012年12月26日 | Unification3 Melody feat Minori Chihara | Crustaceaの3枚目のカバー・アルバム。 |
| TERMINATED      | 2014年9月10日  | SANCTUARY 〜Minori Chihara Best Album〜 | 1枚目のベスト・アルバム。            |
| HYPER NEW WORLD | 2013年3月13日  | Minori Chihara B-side Collection        | 1枚目のカップリングベストアルバム。  |

#### コンピレーション・アルバム
| 曲名       | 発売日        | 収録アルバム                              | 備考                                                                      |
| ---------- | ------------- | ----------------------------------------- | ------------------------------------------------------------------------- |
| TERMINATED | 2012年1月25日 | 境界線上のホライゾン ORIGINAL SOUND TRACK | テレビアニメ『境界線上のホライゾン』のサウンドトラック。 TVサイズで収録。 |

### DVD、Blu-ray Disc
| 発売日                          | タイトル                                              | 備考                                                                           |
| TERMINATED                      | TERMINATED                                            | TERMINATED                                                                     |
| ------------------------------- | ----------------------------------------------------- | ------------------------------------------------------------------------------ |
| 2012年2月29日                   | Minori Chihara Acoustic Live 2011 LIVE DVD/Blu-ray    | 4枚目のオリジナルアルバム『D-Formation』に同梱されたDVD、 Blu-ray Discに収録。 |
| 2012年4月4日                    | Message 04                                            | 4作目のミュージッククリップDVD。                                               |
| 2012年11月14日                  | Minori Chihara Live 2012 ULTRA-Formation LIVE Blu-ray | 6作目のライブ・ビデオ。                                                        |
| 2012年11月14日                  | Minori Chihara Live 2012 PARTY-Formation LIVE Blu-ray | 7作目のライブ・ビデオ。                                                        |
| 2013年1月25日                   | Minori Chihara Live 2012 ULTRA-Formation LIVE DVD     | 6作目のライブ・ビデオ。                                                        |
| 2013年1月25日                   | Minori Chihara Live 2012 PARTY-Formation LIVE DVD     | 7作目のライブ・ビデオ。                                                        |
| 巡り逢い 〜かけがえのないもの〜 |                                                       |                                                                                |
| 2012年2月29日                   | Minori Chihara Acoustic Live 2011 LIVE DVD/Blu-ray    | 4枚目のオリジナルアルバム『D-Formation』に同梱されたDVD、 Blu-ray Discに収録。 |
| HYPER NEW WORLD                 |                                                       |                                                                                |
| 2012年11月14日                  | Minori Chihara Live 2012 ULTRA-Formation LIVE Blu-ray | 6作目のライブ・ビデオ。                                                        |
| 2012年11月14日                  | Minori Chihara Live 2012 PARTY-Formation LIVE Blu-ray | 7作目のライブ・ビデオ。                                                        |
| 2013年1月25日                   | Minori Chihara Live 2012 ULTRA-Formation LIVE DVD     | 6作目のライブ・ビデオ。                                                        |
| 2013年1月25日                   | Minori Chihara Live 2012 PARTY-Formation LIVE DVD     | 7作目のライブ・ビデオ。                                                        |

## クレジット
| Performed by 茅原実里       | Performed by 茅原実里                       |
| --------------------------- | ------------------------------------------- |
| Producer                    | 斎藤滋 (Lantis)                             |
| Mixing engineer             | 高田浩太郎 (Sound City)                     |
| Mixing engineer             | 淺野浩伸 (Redefine)                         |
| Recording engineer          | 関朋充                                      |
| Mastering engineer          | 袴田剛史 (FLAIR MASTERING WORKS)            |
| A&R                         | 岩下由希恵 (Lantis)                         |
| A&R                         | 菅谷夏樹 (Lantis)                           |
| Art direction & design      | 大浦祐介 (Unitegraphica)                    |
| Photography                 | 牧田良輔                                    |
| Styling                     | 安東聡 (juice)                              |
| Hair & Make-up              | 清水恵美子 (maroonbrand)                    |
| Creative producer           | 小島冬樹 (Lantis)                           |
| Promotion producer          | 鈴木めぐみ (Lantis)                         |
| Sales promotion producer    | 佐橋計 (Lantis)                             |
| Sales promotion             | 臼倉竜太郎 (Lantis)                         |
| Executive promoter          | 松村起代子 (Lantis)                         |
| Fan Club Staff              | 片野安則                                    |
| Fan Club Staff              | 安田まどか                                  |
| Fan Club Staff              | 木村渚沙                                    |
| Fan Club Staff              | 有馬幸宏                                    |
| Fan Club Staff              | 成田奈穂 (ROM SHARING)                      |
| Artist Brand Management     | 瀬野大介 (Linkarts)                         |
| Artist Management Assistant | 大塚裕介                                    |
| Artist Management Assistant | 佐々木真理英（avex Planning & Development） |
| Supervisor                  | 本多健二（avex Planning & Development）     |
| Executive supervisor        | 伊藤善之                                    |
| Executive producer          | 井上俊次 (Lantis)                           |
| Executive producer          | 青木義人（avex Planning & Development）     |
| Thanks                      | 境界線上のホライゾン製作委員会              |
| Thanks                      | サンライズ音楽出版                          |
| Special thanks              | Elements Garden                             |
| Special supporter           | m.s.s members                               |
| Very special thanks         | ALL FANS                                    |

### 参加ミュージシャン
| TERMINATED | TERMINATED             |
| ---------- | ---------------------- |
| Guitar     | 加藤大祐               |
| Strings    | 大先生室屋ストリングス |

| 巡り逢い 〜かけがえのないもの〜 | 巡り逢い 〜かけがえのないもの〜 |
| ------------------------------- | ------------------------------- |
| Piano                           | 須藤賢一                        |
| Guitar                          | 加藤大祐                        |
| Bass                            | 山本直哉                        |
| Drums & Percussion              | 岩田ガンタ康彦                  |
| Violin                          | 室屋光一郎                      |

| HYPER NEW WORLD | HYPER NEW WORLD |
| --------------- | --------------- |
| Guitar          | 鍋嶋圭一        |
| Violin          | 室屋光一郎      |